# Rylan Williams
Rylan Williams ist ein US-amerikanischer Schauspieler, Drehbuchautor und Filmproduzent.

## Leben
Williams studierte an der Oakland University. 2007 gab er sein Spielfilmdebüt in The Secret Life of Sarah Sheldon. Im Folgejahr war er in den Filmen Daydreamer und Balls of Fury zu sehen. Im selben Jahr wirkte er in zwei Episoden der Fernsehserie The Game in der Rolle des Willie mit und wirkte in einer Episode der Fernsehserie CSI: Miami. 2008 mimte er die Rolle des Anthony in drei Episoden der Fernsehserien Swingtown. 2016 verfasste er das Drehbuch für den Film Novice, für den er auch als Produzent in Erscheinung trat. Außerdem übernahm er die Hauptrolle des Diego Pyke. 2023 spielte er im Film Untamed die Rolle des Deveroux Curie und fungierte außerdem als Drehbuchautor und Filmproduzent. 2024 hatte er größere Rollen in zwei Filmproduktionen des Filmstudios The Asylum: in Prepare to Die stellte er die Rolle des William Freeman dar, in War of the Worlds – Extinction war er in der Rolle des Sgt. Ben Moore zu sehen.

## Filmografie (Auswahl)

### Schauspiel
- 2006: The Secret Life of Sarah Sheldon
- 2007: Daydreamer
- 2007: Balls of Fury
- 2007: The Game (Fernsehserie, 2 Episoden)
- 2007: CSI: Miami (Fernsehserie, Episode 6x07)
- 2008: Ninja Cheerleaders
- 2008: Swingtown (Fernsehserie, 3 Episoden)
- 2008: 10,000 A.D.: The Legend of a Black Pearl
- 2008: Knight Rider (Fernsehserie, Episode 1x05)
- 2009: An Acute Descent Into Love (Kurzfilm)
- 2009: The Dreadnaughts
- 2012: The People I’ve Slept With
- 2014: The Divorce (Fernsehfilm)
- 2016: Novice
- 2021: American Gangster: Trap Queens (Fernsehserie, Episode 2x10)
- 2023: Untamed
- 2024: Prepare to Die
- 2024: War of the Worlds – Extinction

### Filmschaffender
- 2009: An Acute Descent Into Love (Kurzfilm; Drehbuch, Produktion)
- 2016: Novice (Drehbuch, Produktion)
- 2023: Untamed (Drehbuch, Produktion)